# Bandera de Soriguera
La bandera oficial de Soriguera té la següent descripció:
Bandera apaïsada de proporcions dos d'alt per tres de llarg de proporcions dos d'alt pre tres de llarg, dividida en barra per una barra blava ondada de tres ones i d'amplada d'1/6 parts de l'alt de la bandera. El camper del pal de color blanc, i carregat al cantó d'un xoriguer blau, d'altura 5/12 i separat del pal per 1/6, i de l'extrem superior del drap per 1/12, i el camper de vol de color verd.
Va ser aprovada en el Ple de l'Ajuntament el 13 de març de 1995 i publicada en el DOGC el 21 de juliol del mateix any amb el número 2078.